# فينتون (نيويورك)
فينتون (بالإنجليزية: Fenton, New York)‏ هي بلدة أمريكية تقع في الولايات المتحدة في مقاطعة بروم، نيويورك. يقدر عدد سكانها بـ 6,674 نسمة ومساحتها 86.4 كم2 وترتفع عن سطح البحر 418 متر.